# 東京機関区
東京機関区（とうきょうきかんく）は、東京都港区にあった日本国有鉄道（国鉄）東京南鉄道管理局の車両基地である。機関士も所属していた。

## 概要
国鉄時代、田町 - 品川間の操車場には、車両基地が車種別に設置されていた。東京機関区には主に旅客列車用の電気機関車が配置され、電車は田町電車区に、客車は品川客車区にそれぞれ配置されていた。品川客車区内や汐留駅での、主に入換えを受け持つ蒸気とディーゼル機関車は品川機関区に配置されていた。
このうち東京機関区は、東海道本線系統の特急列車・急行列車を牽引する機関車を多数配置しており、当時は西の宮原機関区と共に名門の機関区と言われた。

## 配置車両に標記される略号
機関車：「東」…東京の「東」から構成される。

## 配置車両
1985年時点では、下記の車両が配置されていた。
- EF65形電気機関車
  - 1000番台（PF形）が配置され、東京発着の寝台特急・急行列車に運用された。
  - 1985年（昭和60年）3月のダイヤ改正で合理化により新鶴見機関区に転属、国鉄分割民営化で新鶴見機関区が日本貨物鉄道（JR貨物）に継承されるために1986年11月1日改正時に田端運転所に移管されているが、運用のベースとして、旧東京機関区への常駐は継続された。ただし当区配置時より続いていた定期運用は、2008年（平成20年）3月15日のダイヤ改正で寝台急行「銀河」が廃止されたことにより消滅した。

- EF58形電気機関車
  - 臨時列車用として、61・93・160の3両が配置されていた。このうち、61号機はお召し列車牽引指定機である。

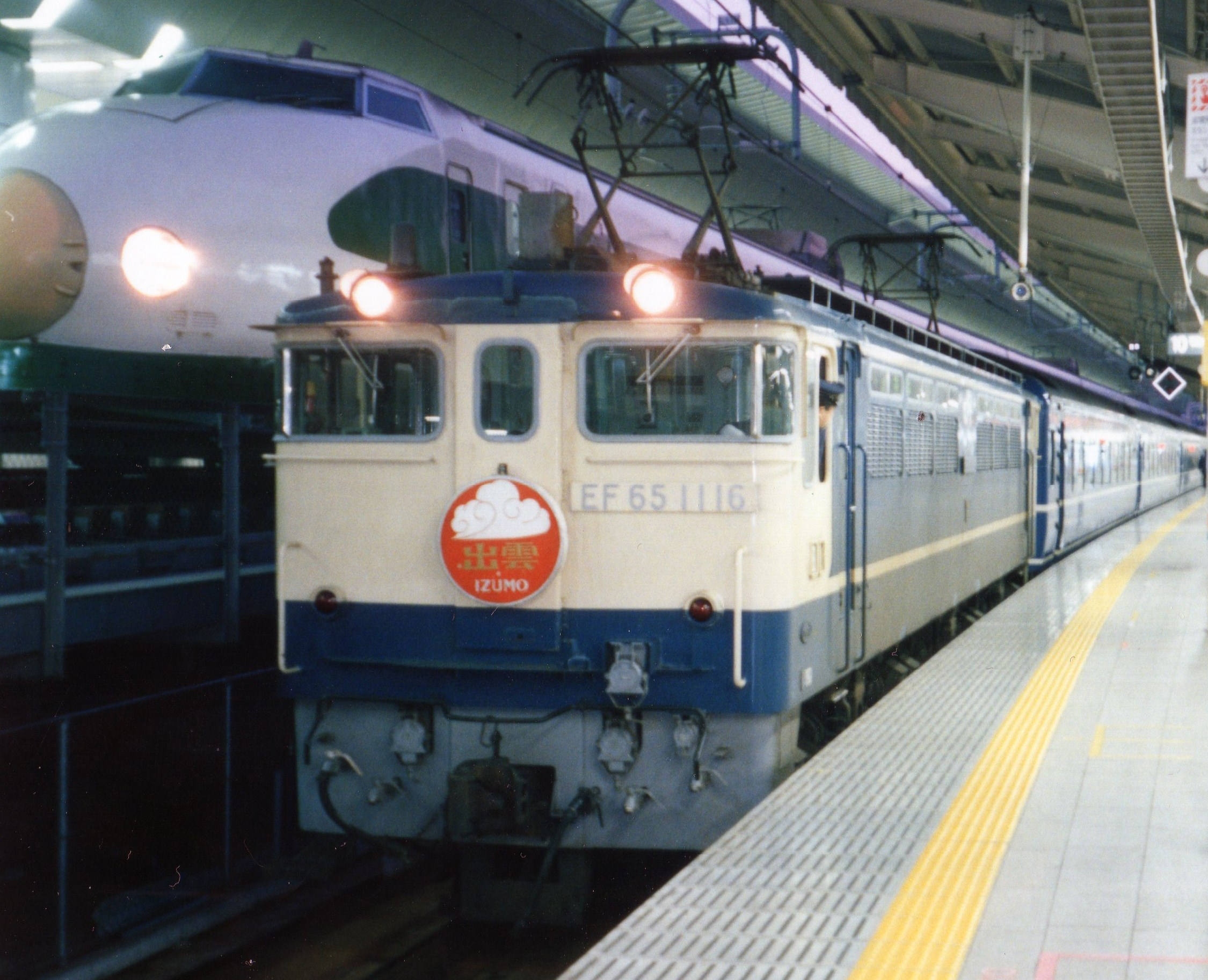
EF65 1116
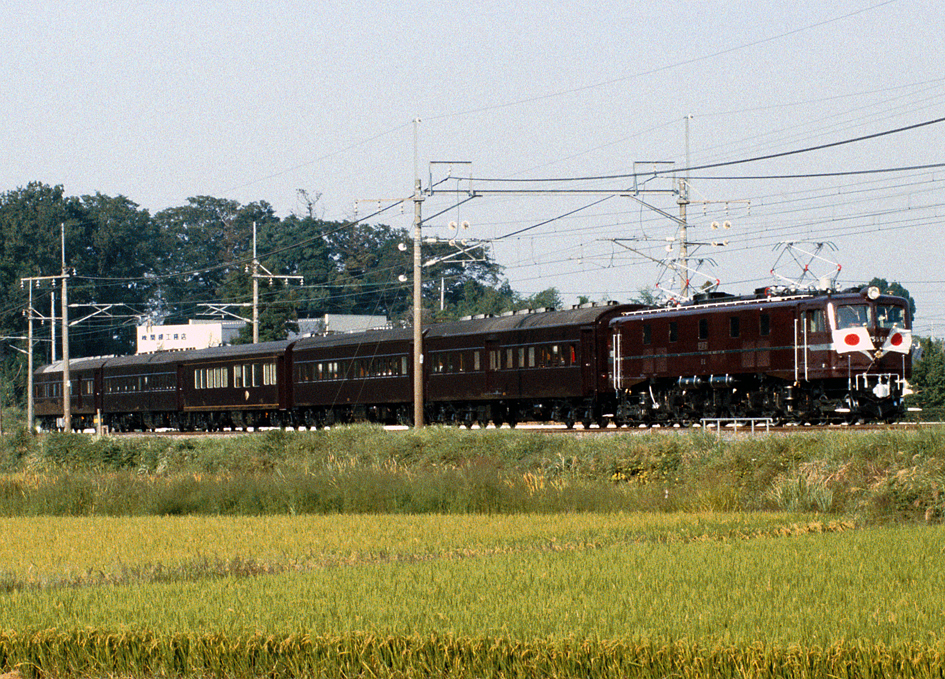
EF58 61

### 過去の配置車両
- ED50形  - 電気機関車配置区となった当初に配置された。
- ED51形   -（在籍1931年）
- ED52形   -（在籍1931年）
- ED53形  -（在籍1931年-1939年）
- EF52形  -（在籍1933年-1935年）
- EF54形  -（在籍1933年）
- EF50形  -（在籍1935年-1957年）
- EF53形  -（在籍1935年-1967年）
- ED54形   -（在籍1939年-1947年）
- EF51形  -（在籍1939年-1943年）
- ED23形   -（在籍1941年）
- EB10形   -（在籍1947年-1963年） 一時期書類上のみ配置となった時期がある（実車は王子駅構内常駐）。
- EF58形   -（在籍1947年-1985年）
- ED16形   -（在籍1953年）
- EH10形  -（在籍1957年）15号機が高速試験機として1955年 - 1958年まで配置され、試験運転にのみ運用された
- EF60形（500番台）   -（在籍1965年）東京口の寝台特急牽引に充てられたが短期間でEF65形500番台に置き換えられた。
- EF65形（0番台・500番台）  -（在籍1967年）
- ED56形
- EF10形
- EF15形
- EF57形
- EF61形
- DD12形 - 終戦直後に短期間配置された。
- 在籍年は「国鉄動力車配置表』1931年より1967年までの1945年を除く隔年分から『世界の鉄道』1969年、朝日新聞社

## 歴史
- 1872年（明治5年）7月 - 新橋駅（のち汐留駅）に隣接して新橋機関庫が設けられる。
- 1914年（大正3年）12月 - 新橋機関庫のうち旅客列車用機関車の基地を東京駅八重洲口側に移転し、東京機関庫と改称[1]。
- 1926年（大正15年）4月 - 機関庫内線路を電化し東海道線東京口の旅客用電気機関車基地となる[2]。
- 1936年（昭和11年）9月1日 - 東京機関区と改称。
- 1942年（昭和17年）11月 - 田町-品川間へ移転[3]。
- 1950年（昭和25年）8月1日 - 地方組織改正により東京鉄道管理局の管轄となる。
- 1968年（昭和43年）3月2日 - 合理化に反対する国鉄労働組合の組合員70-80人が機関車の前に座り込み（ピケッティング）を行い運行を阻止。三田警察署から警官隊が出動してピケは解除された[4]。
- 1969年（昭和44年）3月1日 - 東鉄局再編により東京南鉄道管理局の管轄となる。
- 1985年（昭和60年）3月14日 - 合理化により車両配置がなくなる[5]。
- 1986年（昭和61年）11月1日 - 品川客車区と統合され、東京運転区となる。
- 1987年（昭和62年）3月1日 -国鉄分割民営化を控え、品川運転所となる[6]。
- 1987年（昭和62年）4月1日 -国鉄分割民営化に伴い、東日本旅客鉄道（JR東日本）東日本旅客鉄道東京圏運行本部品川運転所となる。
- 1998年（平成10年）10月1日 -組織改正に伴い、東京支社品川運転所となる。
- 1999年（平成11年）3月1日‐検修部門は田町電車区に統合され、乗務員部門は田町運転区となる。
- 2004年（平成16年）6月1日‐田町電車区が田町車両センターに改称される。
- 2008年 定期旅客列車廃止に伴い、検修庫が解体される
- 2013年（平成25年）3月16日‐田町車両センターが東京総合車両センターの下部組織とされ、同センターの田町センターとなる。
- 2018年（平成30年）6月1日 - 東京総合車両センター田町派出に改組される。